# トレーニングウェア

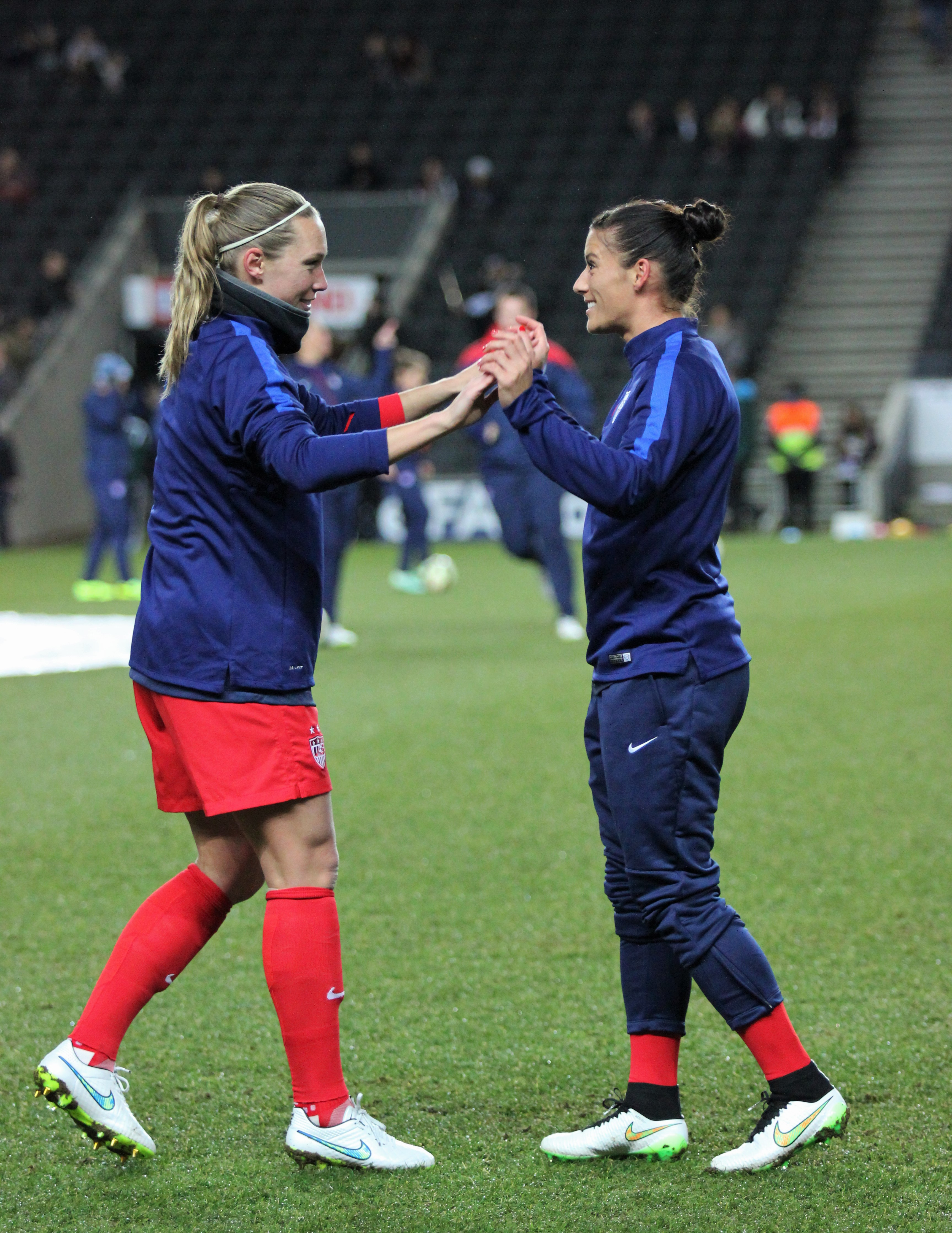
トレーニングウェア

トレーニングウェア（training wear）とは、スポーツの練習時に着用する衣服のことである。主にスポーツやトレーニングの際に着用するスポーツウェアで、ジャージー、ウインドブレーカー、スウェットが主である。スポーツウェアの中でも広く用いられている。

## 概要
トレーニングウェアは、スポーツでも競技ではなく練習の際に着用される衣服のことで、気温などの温度変化や太陽光から身体を保護する働きがある。特に軽量かつ柔軟な素材で頭部以外の全身を覆うものであり、運動を妨げないよう配慮されている。この下にスウェットシャツや体操着など吸水・吸湿性に優れる素材でできたスポーツウェアを着ることが前提となっている。
これらはトレーニング時に着用されたり、競技で順番待ちをしている間などに着用されるが、その主な目的は身体を温度変化から保護するためである。着用したまま準備体操などウォーミングアップを行い、これにより選手が体力を温存したまま競技に向かえるようにする場合にも利用される。
スポーツでは発汗や埃などで着衣が汚れることも少なくはないが、トレーニングウェアの大半は化学繊維で出来ており、繰り返し洗濯して衛生が保ち易いようになっている。
このほか、戸外でランニングをするためのものでは、特に夜間の一般道路で着るためのものの中に、反射材などが縫い付けてあって視認性を向上させ、交通事故を予防しようという製品も見られる。こと日本で1990年代より流行しているウォーキング向けの商品でも、夜間視認性に配慮した製品が多く見られる。

## トレーニングシャツ
トレーニングシャツは、ポリエステルや綿製のジャージー素材の衣服で、伸縮性がある。
長袖でトレーニングパンツと上下になっているものが多く、冬季の学校指定体操服として主流を占めている。主に陸上など屋外系の部活動などで着用するウインドブレーカーシャツも、トレーニングシャツに含まれる。
市販品は前開き型でチャックをかける。チャックを上までかけるとタートルネック状になる。学校指定体操服用のものには、トレーナーのようにかぶってチャックをかけるハーフジップタイプのものやチャックがなく前はVネック状で襟が付いているものもある。袖や衿にライン等が入っているタイプが多く、学校によっては襟や衿にライン等が入っているタイプもある。
裾は絞ってあるタイプと絞っていないタイプがある。 袖口は絞ってあるものが大半である。

## トレーニングパンツ
トレーニングパンツ（和製英語）は、運動用のパンツ、またはハーフパンツのこと。いわゆるスポーツタイプのパンツともいわれている。本節ではこの意味について説明する。
一般には、木綿系のものと、ジャージー素材系の2種類がある。
カネボウは自社の学校用半ズボンに『スクールトレーニングパンツ(企画)』と表示していた。幼児のおむつ離れを促すためのトレーニングパンツ（Training Pants）と呼ばれる物があるが、名称の一致と下半身に身につけるという事以外は本節とは関連はない。

### 布帛木綿系
一般には白色の素材で作られている。ズボンその物の伸縮性には乏しいが、布地が強く、特に摩擦に強い性質があったため、ジャージー系が普及するまでは小学校や中学校などの体操着として主流を占めていた。長ズボンの方を一般にトレパン、半ズボンを短パンという。尚、上着はジャージー系と同じ素材であった。

### ジャージー系

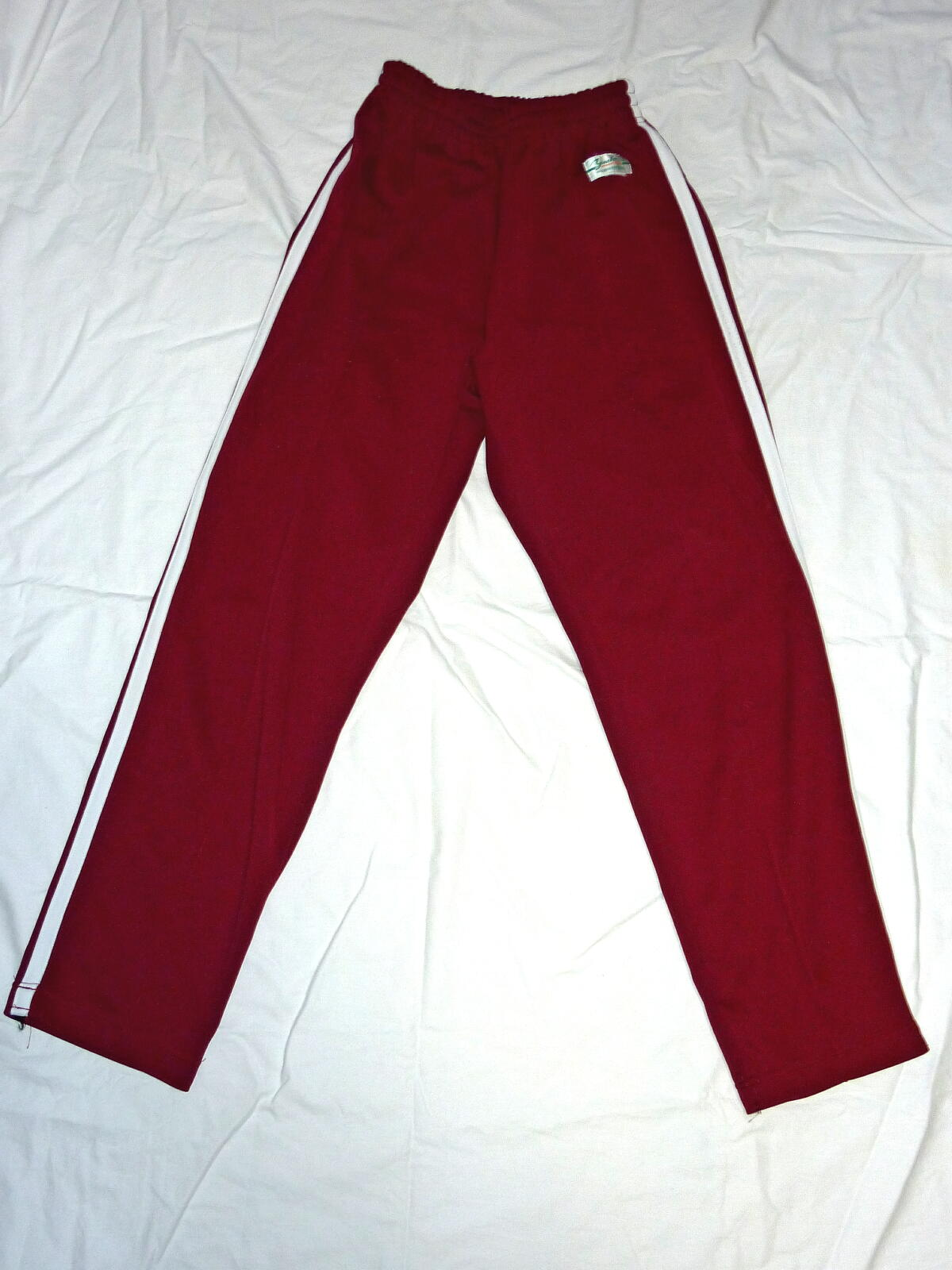
ジャージーのトレーニングパンツ

ストライプ入りのデザインがほとんどである。ポリエステルまたはナイロン製のジャージー素材で、伸縮性がある。半ズボンと長ズボンがあるが、通常半ズボンはハーフパンツと呼ぶため、長ズボンを指すことになる。長ズボンには主に陸上など屋外系の部活動などで着用するウインドブレーカーパンツも含まれている。シャツと上下になっているものが多い。

### 身頃
ウエストをゴムで縛り、さらに絞り紐を結ぶことで調節するものが多いが、両脇と後ろ部分はゴム仕様で前ファスナーで開くタイプもある。
裾は絞ってあるホッピングタイプと開放しているストレートタイプがある。
さらにストレートタイプにはタイツのようなスレンダータイプとゴルフパンツのような太いルーズフィットタイプ、その中間のレギュラーストレートがあり、足の裏に引っ掛ける足掛けが付いていたり、脱いだり穿いたりするのが楽になるようにファスナーが付いていたりすることもある。
バスケットボールの練習着には側面の10個ほどのスナップボタンを外すことで、左右両方の側面を全開させることができるフルオープンタイプもある。バスケットシューズを脱がずに簡単に着脱できるようにするためであると思われる。

#### デザイン

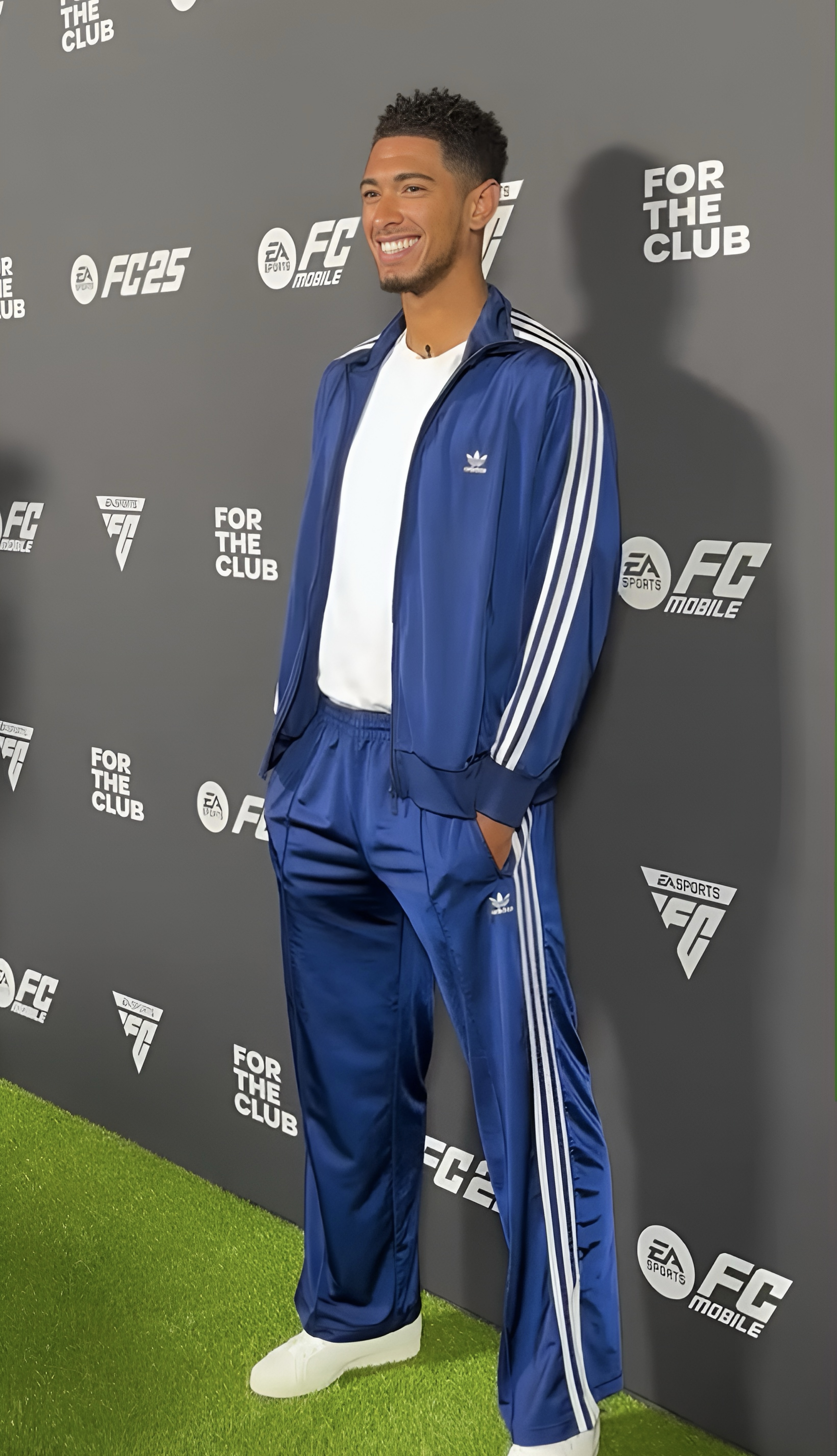
アディダスのトラックスーツを着たイングランドのサッカー選手、ジュード・ベリンガム

ストライプ、もしくは切返し等が入っているタイプが多い。サイドラインにはチロリアンテープ状の太いラインをあしらったもの、細いパイピングと呼ばれるものなどがある。とりわけアディダスの3本ラインは、Jリーグ開幕でサッカーテイストが好まれるようになり、定番となった。1980年代には、プーマの2色パイピング、スーパースター（ミズノ製、現在は販売終了）のグラデーションラインなどが人気で、偽物が多く出回り、小学生やブランドに疎い地方の中高年などが買っていった。

#### ポケット
前2ヵ所の股間の脇にあるタイプ、後ろのお尻部分に1つだけ付いたタイプ、または両方付いたタイプがある。ブランド物や高価な物では前2ヵ所の股間の脇に付いていることがほとんどであり、お尻の部分に付いていることは安価な物や学校指定などの業務用の物に付いていると言えよう。また、中身が落ちてこないようにファスナーが付いていたり、縦状に付いたりしているものもある。

## 用途
主に「体を冷やさないようにする」ために利用されるが、簡便な衣服でもあるため日常着としても利用されるケースも多々見られ、パーカーやウインドブレーカーはアメリカンカジュアルやヒップホップ系ファッションなどの一端にも顔をのぞかせる。
なお体を冷やさないようにするというトレーニングウェアではあるが、過度に保温して発汗を促すためにも利用される。サウナスーツはそういった用途向けの専門の衣服であるが、ダイエットのための体操などと併用される。また、ボクシング選手はトレーニングウェアを重ね着してトレーニングを行い、発汗と脂肪消費による体重調整をする。